# Geocaryum
Geocaryum, biljni rod iz porodice štitarki raširen je po Mediteranu i Zapadnoj Aziji (Turska i istočnoegejski otoci)
U Hrvatskoj je jedna vrsta gomoljasta cvolina, koja je uključivana u rod Huetia, što je sinonim za Geocaryum.

## Vrste
1. Geocaryum bornmuelleri (Halácsy ex H.Wolff) Engstrand
2. Geocaryum capillifolium (Guss.) Coss.
3. Geocaryum creticum (Boiss. & Heldr.) Engstrand
4. Geocaryum cynapioides (Guss.) Engstrand, gomoljasta cvolina
5. Geocaryum divaricatum (Boiss. & Orph.) Engstrand
6. Geocaryum euboicum (Rech.f.) Engstrand
7. Geocaryum macrocarpum (Boiss. & Spruner) Engstrand
8. Geocaryum parnassicum (Boiss. & Heldr.) Engstrand
9. Geocaryum peloponesiacum Engstrand
10. Geocaryum pindicola (Hausskn.) Engstrand
11. Geocaryum pumilum (Sm.) Nyman
12. Geocaryum stylosum (Boiss.) Engstrand
13. Geocaryum tuberosum Engstrand

## Sinonimi
- Biasolettia W.D.J.Koch; Flora 19: 163 (1836), nom. illeg.
- Freyera Rchb.; Handb. Nat. Pfl.-Syst.: 291 (1837), nom. illeg.
- Huetia Boiss.; Diagn. Pl. Orient., ser. 2, 2: 103 (1856)